# 科森扎堡
科森扎堡（義大利語：Castiglione Cosentino，意为“科森扎的城堡”）是意大利科森扎省的一个市镇。总面积13平方公里，人口2999人，人口密度230.7人/平方公里（2009年）。ISTAT代码为078030。